# Liero
Liero – bezpłatna gra komputerowa z gatunku strzelanek, stworzona w 1998 roku przez fińskiego programistę Joosę Riekkinena na system operacyjny MS-DOS. Została ona opisana przezeń jako Worms w czasie rzeczywistym (w odróżnieniu od stosowanego w Worms systemu turowego). Możliwa jest gra dwóch osób na podzielonym ekranie lub gra z przeciwnikiem sterowanym przez komputer. 
Ostatnia napisana przez Riekkinena wersja 1.33 została wydana 13 lutego 1999 roku, po czym autor utracił kod źródłowy (Turbo Pascal 7) wskutek awarii twardego dysku. W marcu 2005 roku został przypadkowo odnaleziony kod źródłowy Liero w wersji 0.25. 8 sierpnia 2008, za zgodą Riekkinena, za oficjalną kontynuację Liero została uznana gra OpenLiero, która działa między innymi w systemach Windows i Linux. Obecna wersja to 1.36.
Liero zyskało status dzieła kultowego wśród części graczy, co zaowocowało licznymi modyfikacjami oraz klonami gry. Dzieło Riekkinena stanowiło inspirację dla polskiej gry Michała Marcinkowskiego pod nazwą Soldat.

## Rozgrywka
Gracz ma do dyspozycji dżdżownicę (fin. liero) uzbrojoną w pięć rodzajów broni, które można wybrać lub wylosować spośród czterdziestu dostępnych. Każda dżdżownica jest także wyposażona w sprężystą linę z hakiem. Dany robak może poruszyć się w prawo lub w lewo, podskakiwać, a także uruchamiać broń lub linę. Do wykorzystania w rozgrywce dostępne są różne rodzaje broni, między innymi bazooka, granat, strzelba i pistolet maszynowy, które posiadają nieskończoną amunicję (aczkolwiek broń wymaga przeładowywania). Postać gracza ma określoną liczbę punktów zdrowia, które traci wskutek obrażeń.
Dostępne są cztery rodzaje rozgrywki:
- Kill'em all – gra toczy się do momentu, gdy jeden z graczy traci ostatnie spośród ustalonej liczby żyć.
- Game of Tag – gra toczy się do momentu, gdy jeden z graczy po utracie życia nie zdoła wyeliminować drugiego gracza w określonym czasie.
- Capture the Flag – gracze mają za zadanie przenosić flagi przeciwników do bazy. Flagę można podnieść, gdy ostatnim, który zginął był przeciwnik. Gra toczy się do momentu, gdy jeden z graczy doniesie ustaloną liczbę flag do swojej bazy.
- Simple CtF – gracze mają za zadanie przenosić flagi przeciwników do bazy. Gra toczy się do momentu, gdy jeden z graczy doniesie ustaloną liczbę flag do swojej bazy.

## Klony
Do czasu wersji 1.34, Liero działało jedynie w systemie operacyjnym MS-DOS, co powodowało problemy dla użytkowników nowszych systemów operacyjnych. Powstały liczne gry naśladujące Liero pod względem sposobu rozgrywki, między innymi hiszpańskie Gusanos, Liero Xtreme zawierające obsługę modyfikacji, OpenLiero uznane za oficjalną kontynuację Liero czy LieroLibre przeznaczone dla systemów operacyjnych Linux.
W 2019 roku został opublikowany klon gry Liero w wersji przeglądarkowej o nazwie Webliero umożliwiającą rozgrywkę przez Internet pod adresem www.webliero.com. Gra pozwala rywalizować z graczami z całego świata, a także tworzyć pokoje i zapraszać znajomych do wspólnej zabawy. Do dzisiaj najwierniejsi fani zrzeszeni na komunikatorze Discord, tworzą wiele modyfikacji rozgrywki między innymi za pomocą narzędzia WLedit, służącego również jako strona internetowa, na której przechowywane są modyfikacje stworzone przez fanów. Jeden z graczy udostępnia filmy z rozgrywki na YouTube prezentujące twórczość społeczności.